# Йонк (коммуна)
Йонк (фр. Yoncq) — коммуна во Франции, находится в регионе Шампань — Арденны. Департамент коммуны — Арденны. Входит в состав кантона Музон. Округ коммуны — Седан.
Код INSEE коммуны — 08502.
Коммуна расположена приблизительно в 210 км к востоку от Парижа, в 85 км северо-восточнее Шалон-ан-Шампани, в 32 км к юго-востоку от Шарлевиль-Мезьера.

## Население
Население коммуны на 2008 год составляло 95 человек.
| 1962 | 1968 | 1975 | 1982 | 1990 | 1999 | 2008 |
| ---- | ---- | ---- | ---- | ---- | ---- | ---- |
| 159  | 161  | 145  | 126  | 112  | 86   | 95   |

## Экономика
В 2007 году среди 57 человек в трудоспособном возрасте (15—64 лет) 44 были экономически активными, 13 — неактивными (показатель активности — 77,2 %, в 1999 году было 61,7 %). Из 44 активных работали 39 человек (24 мужчины и 15 женщин), безработных было 5 (2 мужчин и 3 женщины). Среди 13 неактивных 4 человека были учениками или студентами, 6 — пенсионерами, 3 были неактивными по другим причинам.

## Фотогалерея

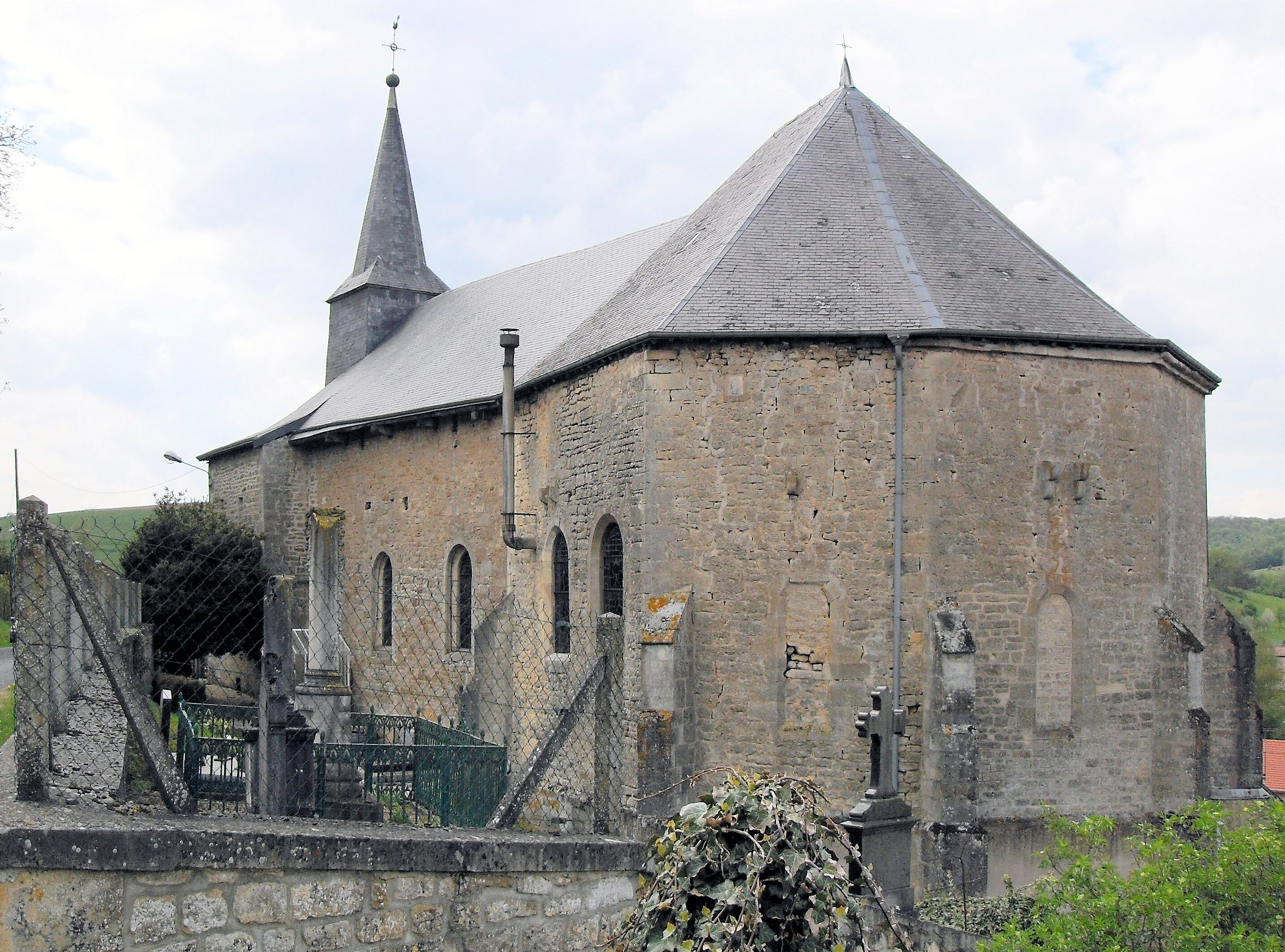
Церковь Сен-Реми (западная сторона)
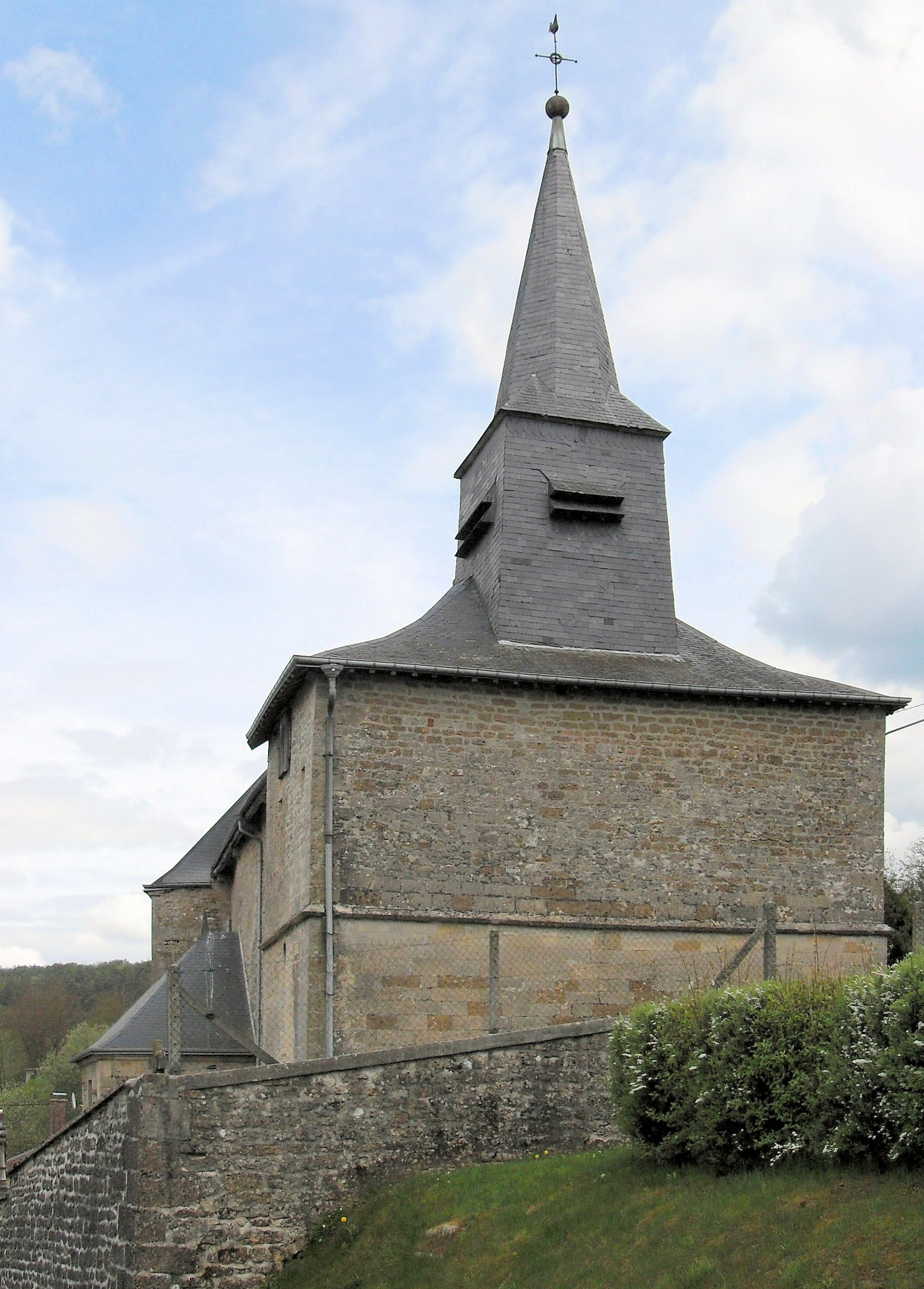
Церковь Сен-Реми (восточная сторона)
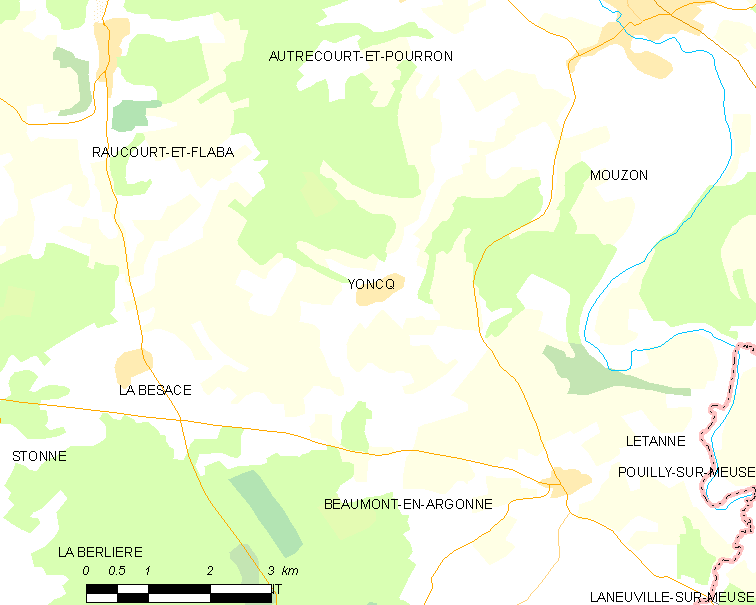
Карта коммуны